# Kentucky Broodmare of the Year

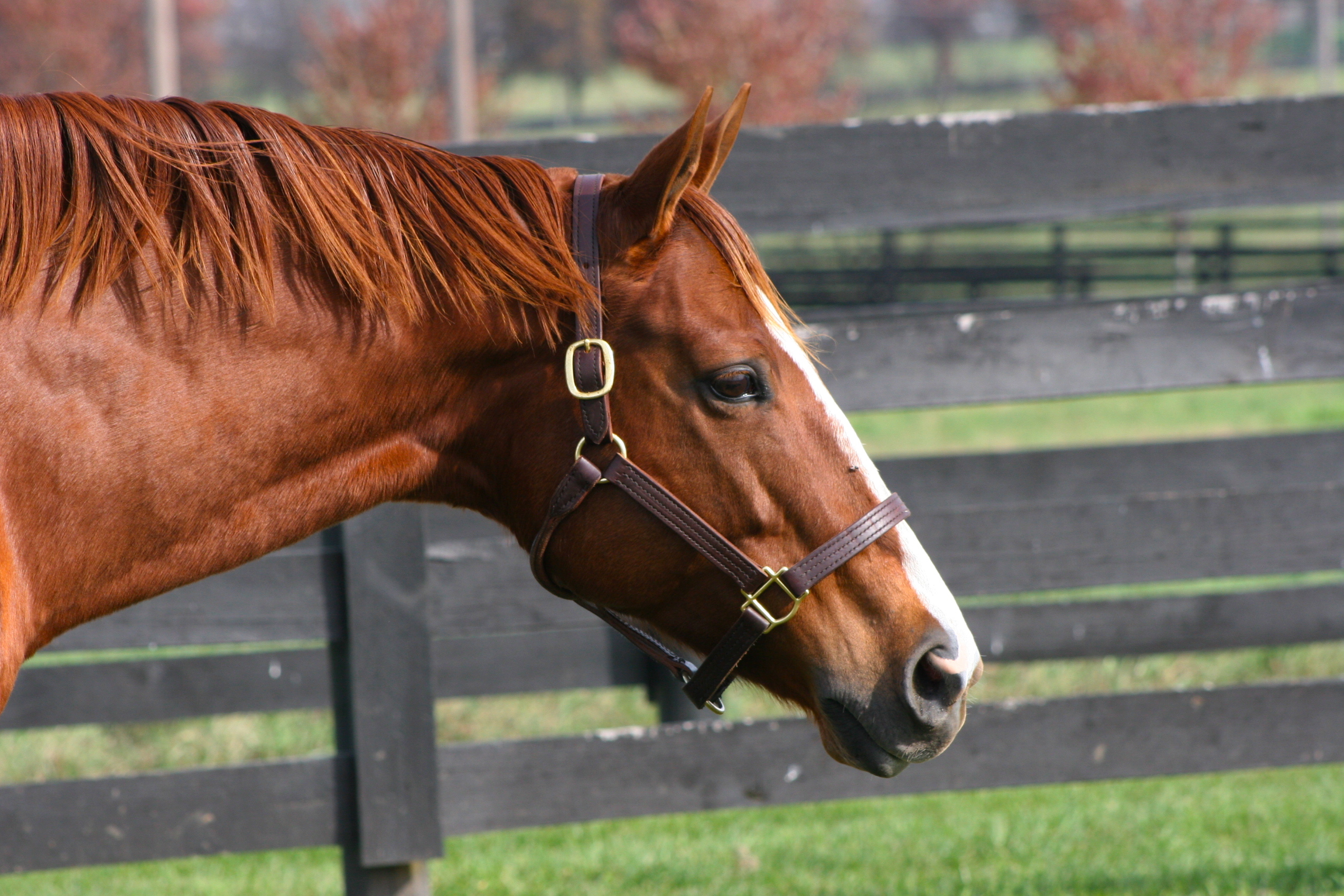
Littleprincessemma, Kentucky Broodmare of the Year 2015, Mutter von American Pharoah

Die Kentucky Broodmare of the Year (Kentucky-Zuchstute des Jahres) ist eine seit 1946 vergebene Auszeichnung für US-amerikanische Vollblut-Zuchtstuten. Sie gilt als die höchste Auszeichnung in den USA, da Kentucky den größten Teil der amerikanischen Vollblutzucht beherbergt. Der Titel wird jährlich von der Kentucky Thoroughbred Owners and Breeders Association vergeben.
Die Vergabe erfolgt anhand von bestimmten Vergabekriterien. Dazu gehört beispielsweise die Gewinnsumme des Nachwuchses einer Stute. Zeitweise wurden weniger strenge Kriterien angewandt. Im Gegensatz dazu ist die Vergabe des Leading sire in North America ausschließlich an die Gewinnsumme gebunden, die der Nachwuchs des jeweiligen Hengstes im vergangenen Jahr verdient hat.

## Preisträgerinnen
Im Folgenden sind die jährlichen Preisträgerinnen und ihr erfolgreichster Nachwuchs aufgeführt:
- 1946 – Bloodroot – Ancestor
- 1947 – Potheen – Bewitch
- 1948 – Our Page – Navy Page
- 1949 – Easy Lass – Coaltown

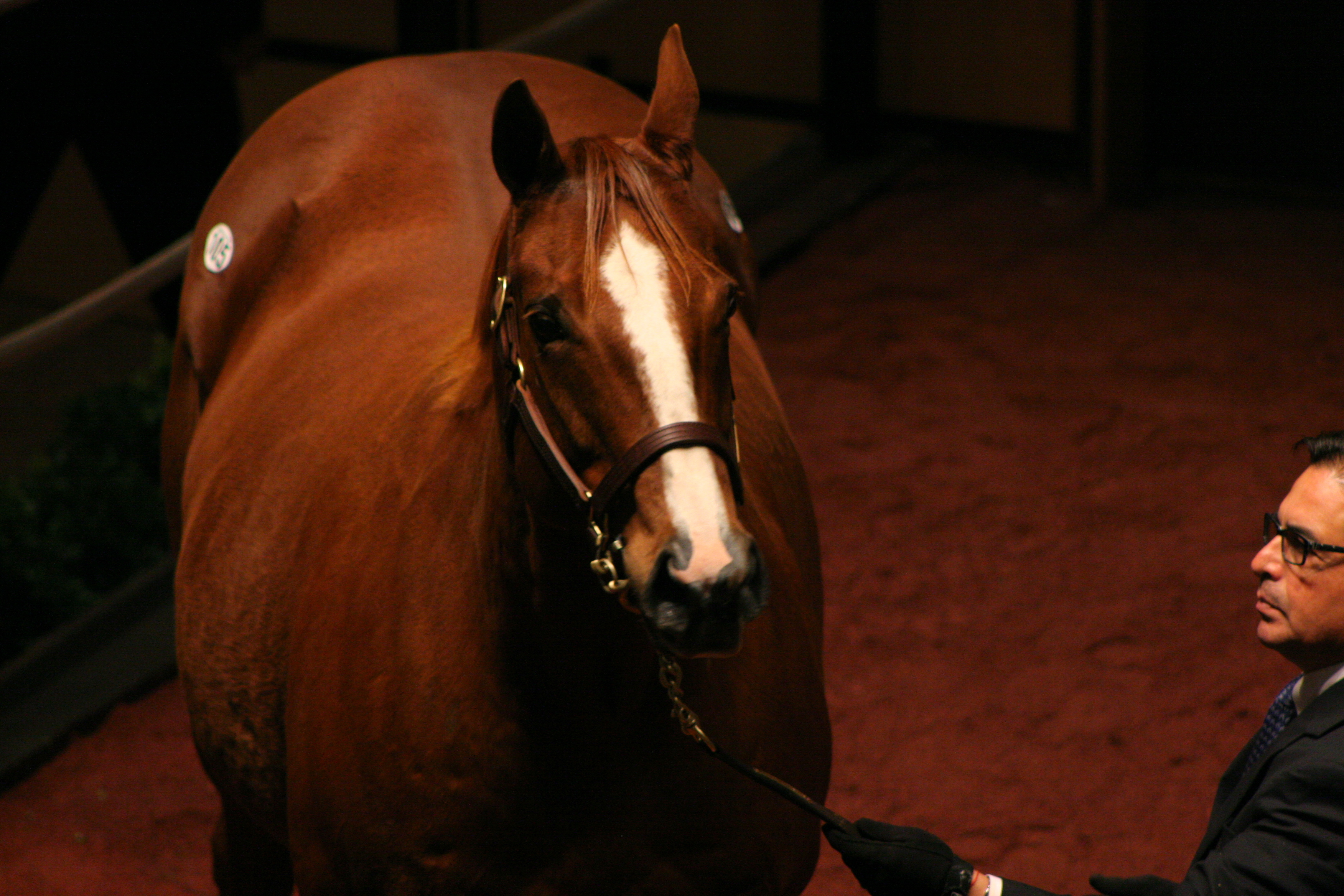
Littleprincessemma bei einer Auktion von Fasig-Tipton, 2014

- 1950 – Hildene – Hill Prince, First Landing
- 1951 – Alpenstock III – Ruhe
- 1952 – Ace Card – One Count
- 1953 – Gaga – Tom Fool
- 1954 – Traffic Court – Hasty Road, Traffic Judge
- 1955 – Iron Reward – Swaps
- 1956 – Swoon – Swoon's Son
- 1957 – Belle Jeep – Jewel's Reward
- 1958 – Miss Disco – Bold Ruler
- 1959 – Knight's Daughter – Round Table
- 1960 – Siama – Bald Eagle
- 1961 – Striking – Hitting Away
- 1962 – Track Medal – Outing Class
- 1963 – Misty Morn ‡ - Bold Lad, Successor
- 1964 – Maid of Flight – Kelso
- 1965 – Pocahontas – Tom Rolfe
- 1966 – Juliet’s Nurse – Gallant Romeo
- 1967 – Kerala – Damascus
- 1968 – Delta – Dike
- 1969 – All Beautiful – Arts and Letters
- 1970 – Levee – Shuvee
- 1971 – Iberia – Riva Ridge
- 1972 – Moment of Truth II – Convenience
- 1973 – Somethingroyal – Secretariat, Sir Gaylord
- 1974 – Cosmah – Halo, Tosmah
- 1975 – Shenanigans – Ruffian
- 1976 – Gazala II – Youth
- 1977 – Sweet Tooth – Alydar, Our Mims
- 1978 – Primonetta – Cum Laude Laurie
- 1979 – Smartaire – Quadratic, Smarten
- 1980 – Key Bridge – Fort Marcy, Key to the Mint
- 1981 – Natashka – Truly Bound
- 1982 – Best In Show – Blush with Pride
- 1983 – Courtly Dee – Althea[5]
- 1984 – Hasty Queen II – Fit to Fight
- 1985 – Dunce Cap II – Late Bloomer
- 1986 – Too Bald – Exceller, Capote
- 1987 – Banja Luka – Ferdinand
- 1988 – Grecian Banner – Personal Ensign, Personal Flag
- 1989 – Relaxing ‡ - Easy Goer
- 1990 – Kamar – Gorgeous
- 1991 – Toll Booth – Plugged Nickle
- 1992 – Weekend Surprise † - A.P. Indy, Summer Squall
- 1993 – Glowing Tribute – Sea Hero
- 1994 – Fall Aspen – Timber Country
- 1995 – Northern Sunset (IRE) – St Jovite
- 1996 – Personal Ensign – My Flag, Miners Mark, Traditionally
- 1997 – Slightly Dangerous – Warning, Dushyantor
- 1998 – In Neon – Sharp Cat, Royal Anthem
- 1999 – Anne Campbell – Menifee, Desert Wine
- 2000 – Primal Force – Awesome Again, Macho Uno
- 2001 – Turko's Turn – Point Given
- 2002 – Toussaud – Empire Maker, Chester House, Chiselling, Honest Lady
- 2003 – Prospectors Delite – Mineshaft
- 2004 – Dear Birdie – Birdstone, Bird Town
- 2005 – Baby Zip – Ghostzapper, City Zip[6]
- 2006 – Cara Rafaela – Bernardini
- 2007 – Better Than Honour † - Rags to Riches, Jazil
- 2008 – Vertigineux – Zenyatta, Balance[7]
- 2009 – Sweet Life – Sweet Catomine, Life Is Sweet[8]
- 2010 – Liable – Blame[9]
- 2011 – Oatsee – Shackleford[10]
- 2012 – Lisa Danielle – Wise Dan
- 2013 – Take Charge Lady – Will Take Charge, Take Charge Indy[11]
- 2014 – Fun House – Untapable, Paddy O'Prado[12]
- 2015 – Littleprincessemma – American Pharoah[13]
- 2016 – Leslie's Lady – Beholder, Into Mischief, Mendelssohn[14]
- 2017 – Lemons Forever – Forever Unbridled, Unbridled Forever[15]
- 2018 – Stage Magic – Justify[16]

† Mutter von zwei Siegern klassischer Rennen

‡ gewann in ihrer Rennkarriere den Eclipse Award, und brachte ihrerseits wiederum einen Eclipse Award-Sieger